# Église Saint-Blaise de Dore-l'Église
Pour les articles homonymes, voir Église Saint-Blaise.
L'église Saint-Blaise est une église de style roman auvergnat située à Dore-l'Église dans le département français du Puy-de-Dôme en région Auvergne-Rhône-Alpes.

## Historique
L'église Saint-Blaise fut construite au XIIe siècle et transformée au XVIe siècle. 
Elle fait l'objet d'une inscription au titre des monuments historiques depuis le 1er février 1961.

## Architecture
La façade occidentale de l'église Saint-Blaise présente un remarquable portail roman en arc légèrement brisé.
Ce portail, situé en haut d'un escalier, est encadré de deux groupes de colonnes présentant un anneau torique à la base et surmontées chacune d'un chapiteau sculpté. La première colonne de gauche est de section octogonale alors que la première colonne de droite est torsadée.
Ces colonnes supportent une archivolte à voussures multiples dont la dernière est ornée de lobes et d'une moulure décorée de personnages et d'animaux.
Ce genre d'arc, appelé arc à voussure polylobée, est une variante de l'arc polylobé hérité de l'architecture omeyyade du califat de Cordoue qui se répandit dans l'architecture romane française par le biais de l'influence des pèlerins le long des grandes routes françaises du Pèlerinage de Saint-Jacques-de-Compostelle, le village de Dore-l'Église étant situé non loin de la Via Podiensis.
On trouve un arc à voussure polylobée très semblable sur la façade de l'église Sainte-Foy de Bains, située également le long de la Via Podiensis, plus au sud, dans la Haute-Loire.

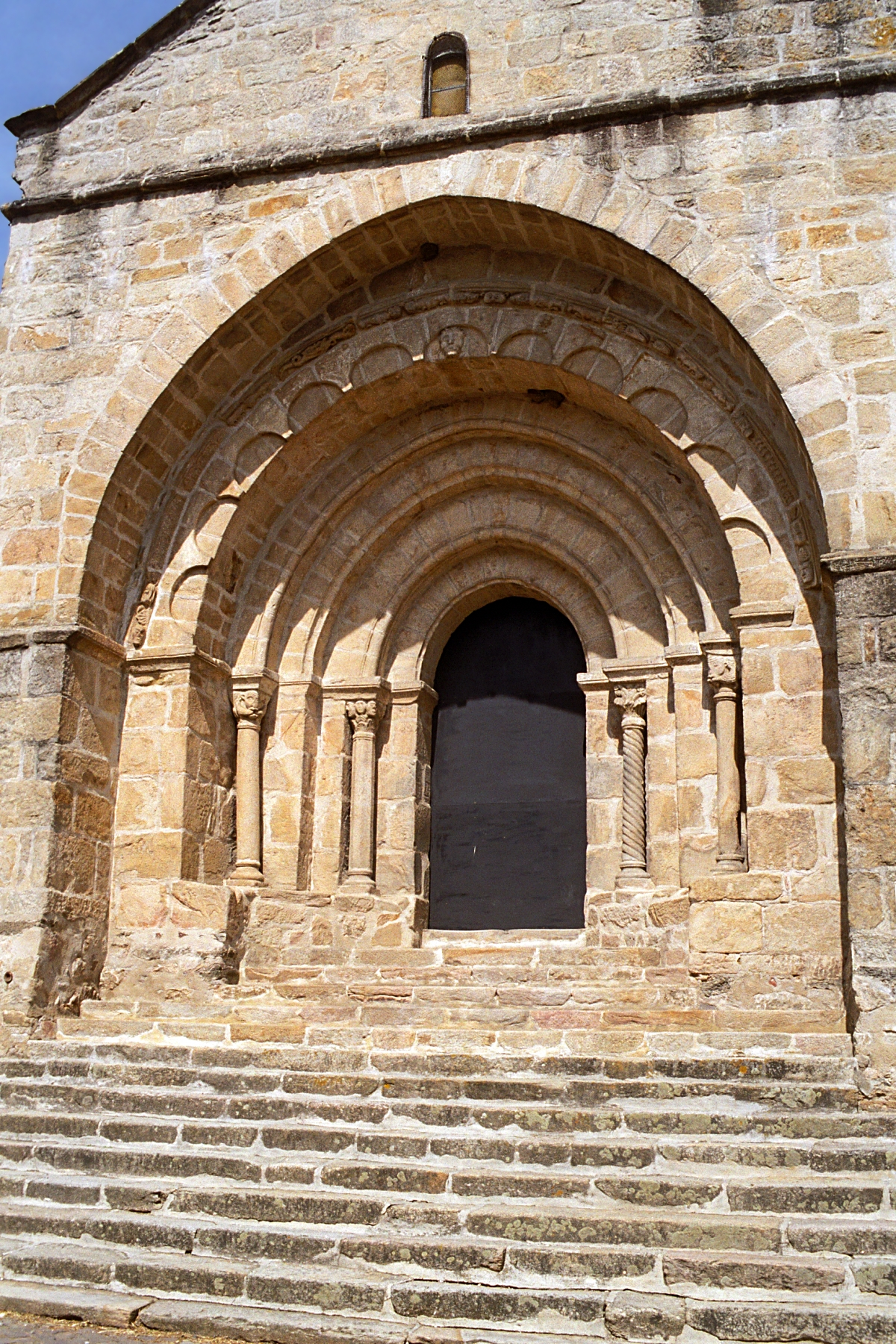
Le portail à voussure polylobée.
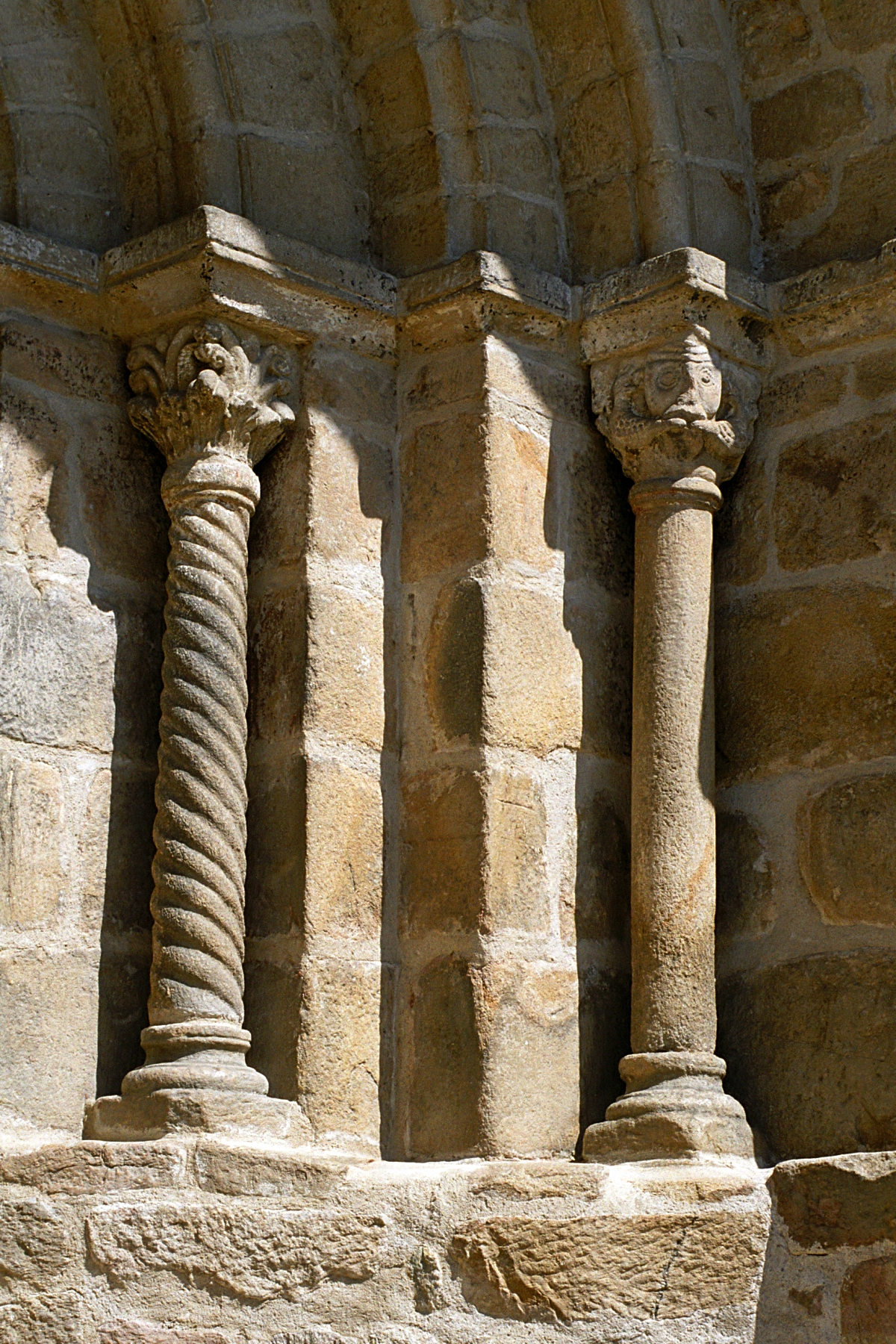
Détail des colonnes.